# Gaoping (köpinghuvudort i Kina, Hubei Sheng, lat 30,66, long 110,08)
Gaoping (kinesiska: 高坪, 高坪镇) är en köpinghuvudort i Kina. Den ligger i provinsen Hubei, i den centrala delen av landet, omkring 400 kilometer väster om provinshuvudstaden Wuhan. Antalet invånare är 43 995. Befolkningen består av 21 795 kvinnor och 22 200 män. Barn under 15 år utgör 15,0 %, vuxna 15-64 år 72 %, och äldre över 65 år 12,0 %.
Runt Gaoping är det ganska tätbefolkat, med 139 invånare per kvadratkilometer. Gaoping är det största samhället i trakten. I omgivningarna runt Gaoping växer i huvudsak blandskog.
Genomsnittlig årsnederbörd är 1 561 millimeter. Den regnigaste månaden är september, med i genomsnitt 241 mm nederbörd, och den torraste är december, med 23 mm nederbörd.